# Jimmie Åkesson
Per Jimmie Åkesson (ur. 17 maja 1979 w miejscowości Ivetofta w gminie Bromölla) – szwedzki polityk, przewodniczący Szwedzkich Demokratów, deputowany do Riksdagu.

## Życiorys
Urodził się w Skanii, jednak później zamieszkał w Sölvesborgu. Kształcił się na Uniwersytecie w Lund, gdzie studiował m.in. nauki polityczne.
Początkowo przez krótki okres był członkiem Moderata ungdomsförbundet, organizacji młodzieżowej Umiarkowanej Partii Koalicyjnej. W 1998 został wybrany na radnego gminy Sölvesborg, w której zasiadał do 2010. Również w 1998 został wiceprzewodniczącym Ligi Młodzieży, młodzieżówki Szwedzkich Demokratów. W latach 2000–2005 stał na czele tej organizacji. W 2005 wybrany na przewodniczącego Szwedzkich Demokratów.
W 2010 jego ugrupowanie po raz pierwszy przekroczyło próg wyborczy do Riksdagu, a Jimmie Åkesson uzyskał jeden z mandatów poselskich. W 2014, 2018 i 2022 z powodzeniem ubiegał się o reelekcję z regionu Jönköping.